# Galicia-Klasse (1998)
Die Galicia-Klasse ist eine Klasse von zwei amphibischen Docktransportschiffen bzw. Amphibischen Angriffsschiffen, englische NATO-Bezeichnung Landing Platform Dock (LPD) der Armada Española. Die Schiffe wurden gemeinschaftlich mit der Königlich Niederländischen Marine entwickelt, wo sie als Rotterdam-Klasse in Dienst stehen. Beide Schiffe wurden bei der heutigen Navantia-Werft im Nordwesten Spaniens gebaut.

## Geschichte
Die spanische Marine suchte seinerzeit lediglich ein Nachfolgeschiff für die 1987 außer Dienst gestellte Galicia (L31), ein Docklandungsschiff, engl. Landing Ship Dock (LSD), der Casa-Grande-Klasse der US Navy aus dem Zweiten Weltkrieg. Später sollte auch die Aragón (L22) ersetzt werden.
1990 zeigte die spanische Regierung Interesse an inzwischen zwei solcher Schiffe, wie sie zu dieser Zeit die Niederlande planten. 1991 wurde ein Memorandum unterzeichnet, das die Zusammenarbeit bei Planung und Bau der Schiffe festlegte. Im Januar 1993 wurde mit der Ausarbeitung der genauen Spezifikationen begonnen, diese waren Ende 1993 festgelegt.
Die Schiffe sind seit Indienststellung bei einer Reihe humanitärer Einsätze nach Naturkatastrophenhilfsmissionen, insbesondere in Südostasien und in der Karibik, zum Einsatz gekommen. Im Einsatz waren Einheiten der Klasse auch zum Ende der Jugoslawienkriege und bei der Operation Atalanta am Horn von Afrika.

## Technik
Die Schiffe besitzen achtern ein flutbares geräumiges sogenanntes Welldeck für Landungs- oder Amphibienboote sowie ein großes Flugdeck für Hubschrauber.
Sie sind zum Transport eines voll ausgerüsteten Infanterie-Bataillons (600 Mann) ausgelegt. Sie beherbergen medizinische Einrichtungen wie einen Operationssaal und ein Labor. Die Waffenkammern sind für alle Arten von Bewaffnung der Flotte ausgelegt inkl. Platz für 30 Torpedos.
Die Luftkomponente besteht entweder aus vier schweren oder sechs mittleren Helikoptern wie dem NH90.

## Einheiten
Beide Schiffe sind auf der andalusischen Marinebasis Rota in der Nähe von Cádiz beheimatet. Sie sind das siebte bzw. zwölfte Schiff der Armada, die den Namen Galicia bzw. Castilla tragen.
| Kennung | Name     | Kiellegung | Stapellauf    | in Dienst gestellt | Status |
| ------- | -------- | ---------- | ------------- | ------------------ | ------ |
| L51     | Galicia  | Mai 1996   | 21. Juli 1997 | 29. April 1998     | Aktiv  |
| L52     | Castilla | Mai 1997   | 14. Juni 1999 | 26. Juni 2000      | Aktiv  |